# バッティスタ・ファリーナ
バッティスタ・ファリーナ（Battista Farina、 1893年11月2日 - 1966年4月3日）は、イタリア最大のカロッツェリアであるピニンファリーナ（Pininfarina S.p.A.）創始者。イタリア・トリノ出身。愛称はバッティスタ・“ピニン”・ファリーナ（Battista "Pinin" Farina）。

## 来歴
1893年、ジョヴァンニ・バッティスタ・ファリーナ (Giovanni Battista Farina) は11人兄弟の10番目の子供としてトリノに生まれた。ピエモンテ語での小さい子供を指す「ピニン」が愛称であった。
11歳で兄ジョヴァンニ (Giovanni) の自動車ボディショップ、スタビリメンティ・ファリーナ（Stabilimenti Farina）で働き始める。個人的に第一次世界大戦中トレーナー飛行機の構造を監督、賞賛を受ける。
1920年、その手腕を確かめるためアメリカ合衆国ミシガン州デトロイト市へ渡り、ヘンリー・フォードに会いその価値を認められ、フォード・モーター社で働くように強く求められるが、イタリアへ戻ることを希望。帰国後、ローザ・コパッソ（Rosa Copasso）と結婚、1922年にジャンナ（Gianna）、1926年にセルジオ(Sergio)が生まれる。
1930年、ジョヴァンニ のボディショップを離れ、自分の愛称をとり、カロッツェリア・ピニンファリーナ社を設立（当初はカロッツェリア・ピニン・ファリーナだった）。主に特別な自動車のボディを製作。手製の技能を超え、従業員が増えるに従い、1日7～8台のボディ製造ラインを確立させる。第二次世界大戦前、次々と革命的なデザインのボディを生産。外国の自動車メーカー向けの会社を設立するも、第二次世界大戦が始まり一時中断。
1952年ピニンファリーナとして初めてデザインしたフェラーリである212インテルを発表。当時バッティスタはトリノにエンツォ・フェラーリを呼び寄せたかったがエンツォはマラネロを出ることを疎んだ。このため息子のセルジオはトリノとマラネロの中間のトルトーナの町での会合を提案した。そして二人は意気投合し、現在も続くフェラーリとの蜜月の関係の始まりとなった。
戦後直後から、多くの自動車メーカーのデザイン、ボディ生産を手がけ、遂に1958年、最も近代的な巨大プラントを設立。
1961年、法務大臣の提案で、イタリアのグロンキ大統領は社会的で産業の活動における彼の業績を考慮、彼の姓をピニンファリーナ（Pininfarina）へと改名することを認可。また、彼の娘ジャンナの夫であるレンツォ・カルリ（Renzo Carli）、息子セルジオ・ピニンファリーナ（Sergio Pininfarina）に経営権を譲るが、仕事は継続。
1966年4月3日、永眠。彼の業績を称えられ各国から、勲章、名誉市民など栄誉を受ける。

## 親戚
初代F1チャンピオンのジュゼッペ・ファリーナは甥（兄ジョヴァンニの息子）である。